# ドイツ連邦道路8号線
ドイツ連邦道路8号線（ドイツれんぽうどうろはちごうせん、ドイツ語: Bundesstraße 8、別名：B 8）は、ドイツ連邦共和国南西部にある歴史的に重要なドイツ連邦道路である。9世紀から存在し、当時はヴィア・プブリカ（Via Publica）として知られ、最近までブリュッセル、デュイスブルク、ケルン、フランクフルト、ヴュルツブルク、ニュルンベルク、レーゲンスブルク、パッサウの町を結ぶ重要な貿易ルートだった。現在は、並行して走るアウトバーン 3が主要ルートとして取って代わっている。

## 歴史
ヴィア・パブリカ（後に「郵便道路」poststraßeまたは「商用道路」Handelsstraßeとして知られる）が初めて言及されたのは839年、ルートヴィヒ敬虔王の卒業証書である。中世にはケルン、フランクフルト、ニュルンベルク、レーゲンスブルクの商業都市を結んでいた。レーゲンスブルクのシュタイナーネ橋（1135～46年）、パッサウのインブリュッケ橋（1143年）、リンブルクのラーンブリュッケ橋（1341年完成）、ヴュルツブルク（1133年）、フランクフルト（1222年以前）、キッツィンゲン（1300年以前）の主な橋は、中央ヨーロッパで最も古い石橋であり、この道の歴史的重要性を物語っている。
1615年、スペイン領オランダの郵便局長のラモラル・フォン・タクシス（Lamoral von Taxis）は、皇帝マティアスから、フランクフルトとニュルンベルクを経由してブリュッセルとプラハを結ぶ郵便道路の設置を命じられた。これを実現するため、ヴィア・プブリカは郵便道路に拡張された。現在のドイツ連邦道路8号線は、ヴィア・パブリカとほぼ同じである。中世の交易路は、雨が降ると湿地帯で通行不能になる渓谷ではなく、乾燥した平地の道を主に使っていた。ヴィア・パブリカの一部は「マウスプファド」（Mauspfad）と呼ばれていた。